# بليك ألفونسو هيغز
بليك ألفونسو هيغز (بالإنجليزية: Blake Alphonso Higgs) هو موسيقي باهاماسي، ولد في 1915، وتوفي في 1986.

## وصلات خارجية
- بليك ألفونسو هيغز على موقع ميوزك برينز (الإنجليزية)
- بليك ألفونسو هيغز على موقع ميوزك برينز (الإنجليزية)
- بليك ألفونسو هيغز على موقع ديسكوغز (الإنجليزية)
- بليك ألفونسو هيغز على موقع ديسكوغز (الإنجليزية)